# Enrique Peralta Azurdia
Alfredo Enrique Peralta Azurdia (né le 17 juin 1908 à Guatemala et mort le 19 février 1997 à Miami) est un militaire et homme politique guatémaltèque, chef d'État de facto de la République du Guatemala du 31 mars 1963 au 1er juillet 1966, sous le titre de « chef du gouvernement de la République ».
Alors ministre de la Défense au sein du gouvernement du général Miguel Ydígoras Fuentes, il accède au pouvoir en menant un coup d'État sans effusion de sang contre celui-ci. À la tête d'un gouvernement militaire, sa politique s'inscrit dans la mouvance de ses prédécesseurs et se caractérise par une gouvernance autoritaire et conservatrice. Il promulgue plusieurs nouvelles lois, notamment en matière de travail, et met sur pied une assemblée constituante chargée de rédiger une constitution qui entrera en vigueur en 1965. C'est sous sa présidence que sont créés les Escadrons de la mort, une escouade paramilitaire chargée d'éliminer toute forme d'opposition à la politique d'État.     

## Premières années
Fils de Juan Peralta et Ana Azurdia, Enrique Peralta Azurdia est né le 17 juin 1908 à Guatemala. Après avoir obtenu une licence en sciences et lettres, il fait son entrée à l'École polytechnique où il obtient son diplôme d'officier. Le 23 juillet 1926, à l'âge de 18 ans, il est admis dans l'armée guatémaltèque puis en sort diplômé le 15 décembre 1929, avec le titre d'officier de l'armée et le grade de sous-lieutenant d'infanterie. Il gravit les échelons et devient capitaine, major, lieutenant-colonel et colonel, après quoi il bénéficie d'une bourse à Santiago du Chili pour poursuivre ses études militaires. En tant que colonel, il dirige ensuite l'École polytechnique.
Il occupe ensuite diverses fonctions dans la fonction publique guatémaltèque : il est attaché militaire dans les ambassades du Guatemala au Mexique,  au Chili, au Costa Rica, au Salvador et aux États-Unis, ambassadeur plénipotentiaire dans celles de Cuba, du Salvador et du Costa Rica, directeur général des affaires agricoles de 1958 à 1959, ministre de l'Agriculture de 1959 à 1960, ministre de la Défense de 1961 à 1963 ainsi que colonel au sein du gouvernement du général Miguel Ydígoras Fuentes.

## Ascension au pouvoir
Le 1er avril 1963, il renverse le général Ydígoras Fuentes par un coup d'État sans effusion de sang. Dès sa prise du pouvoir, Peralta suspend la Constitution, dissout le Congrès de la République, interdit toute activité politique et déclare illégal le Parti guatémaltèque du travail (PGT), d'obédience communiste pro-soviétique. Tout en continuant d'exercer ses fonctions de ministre de la Défense, Peralta Azurdia appelle à l'élection des députés à l'Assemblée nationale constituante mise sur pied en 1964, au cours d'élections au cours desquelles les citoyens ne pouvaient voter que sur un seul bulletin de vote, produit d'un accord politique non démocratique entre le gouvernement militaire et trois des quatre partis politiques existants : le Mouvement de libération nationale (MLN), extrémiste conservateur, le Parti institutionnel démocratique (PID), formé comme expression politique des militaires au pouvoir et héritier modéré de la révolution d'octobre 1944, et le Parti révolutionnaire (PR). La Démocratie-chrétienne guatémaltèque, qui connaît alors un processus de changement interne, mené par sa jeunesse active, refuse de valider l'accord et la reconnaissance du parti est annulée par le gouvernement. La Constitution de 1965 est approuvée par une Assemblée constituante, dans laquelle la moitié des députés sont choisis par le gouvernement militaire. Le nouveau texte constitutionnel, comme le précédent approuvé de la même manière en 1956, structurait un État anticommuniste et exclusif et, pour la première fois dans l'histoire du Guatemala, contre-insurrectionnel.

## Gouvernement

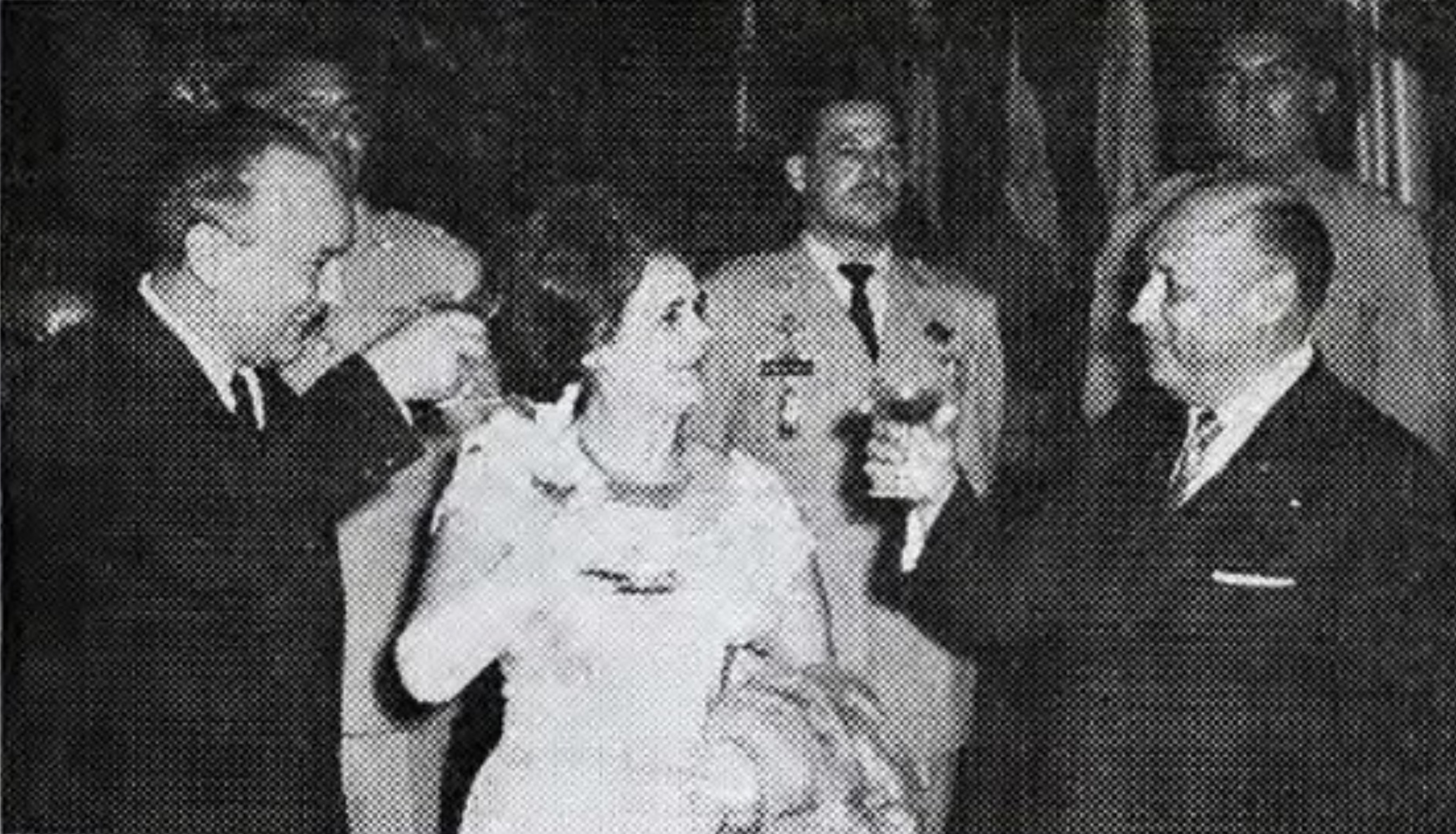
Le président élu du Costa Rica, José Joaquín Trejos Fernández, Clara Fonseca de Trejos et le colonel Enrique Peralta Azurdia, portant un toast au Costa Rica et au Guatemala.

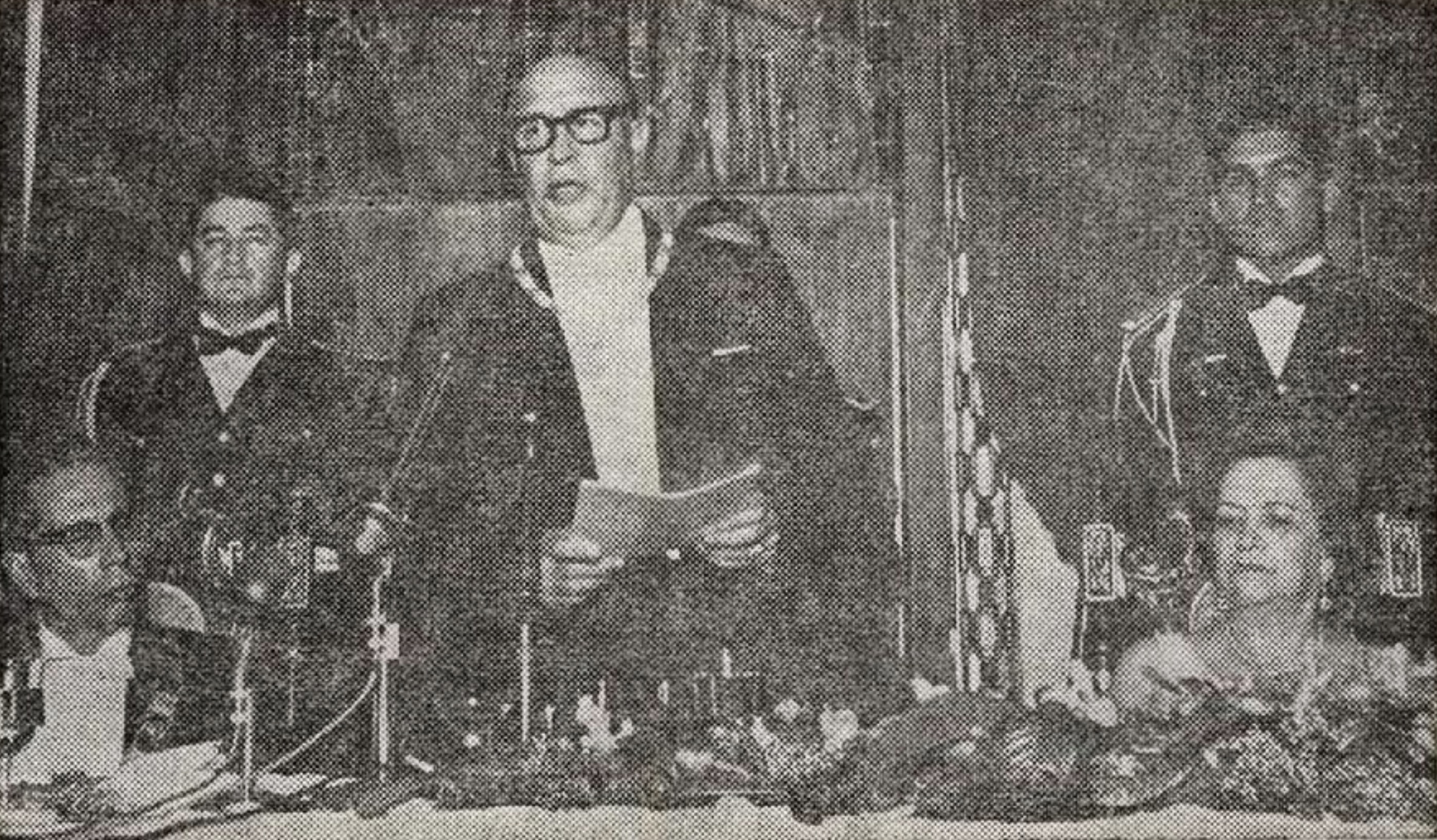
Visite du président mexicain Gustavo Díaz Ordaz (à gauche) au Guatemala.

Le coup d'État de 1963 marque le début d'un contrôle absolu de l'État par l'armée guatémaltèque, instaurant ainsi une dictature militaire. Le nouveau gouvernement s'engage à écraser une fois pour toutes l'insurrection, en particulier les guérilleros qui sévissaient à l'est du pays. 
Au cours de son mandat, une nouvelle constitution est promulguée le 15 septembre 1965, instaurant notamment le mandat présidentiel de quatre ans au lieu de six. D'autres lois sont promulguées, telles que le Code civil, le Code de procédure civile et commerciale, la Loi sur l'émission de pensée et la Loi sur l'ordre public. Aussi, la situation des finances publiques se stabilise et les salaires commencent à être versés ponctuellement aux fonctionnaires.

### Guerre civile guatémaltèque
Les guérilleros installés dans la Sierra de las Minas n'ont connaissance du coup d'État du 30 mars 1963 que quelques jours plus tard, ne bénéficiant pas de récepteur radio. Ils ne se prononcent par ailleurs pas en faveur ou défaveur des modifications mises en œuvre par le nouveau gouvernement. 
C'est sous le gouvernement de Peralta Azurdia qu'une nouvelle force paramilitaire de l'armée guatémaltèque est créée, soit les Escadrons de la mort, chargés d'enlever et d'assassiner les opposants à la politique d'État. Débute alors une série d'enlèvements, de tortures et d'assassinats sélectifs (principalement dans la capitale), contre des intellectuels, des syndicalistes, des artistes, des écrivains, des étudiants, des enseignants et tout autre opposant politique, ainsi que contre ceux qui étaient des collaborateurs ou des sympathisants de groupes de gauche. 
La gauche, notamment les Forces armées rebelles,  réplique en menant plusieurs attaques terroristes contre des institutions gouvernementales et privées. Le 1er avril 1965, à l'occasion d'un discours présidentiel sur les deux ans du gouvernement militaire, le bâtiment du Congrès de la République est attaqué. Des bombes explosent également près de la résidence présidentielle et dans des résidences de députés du sud de la capitale.

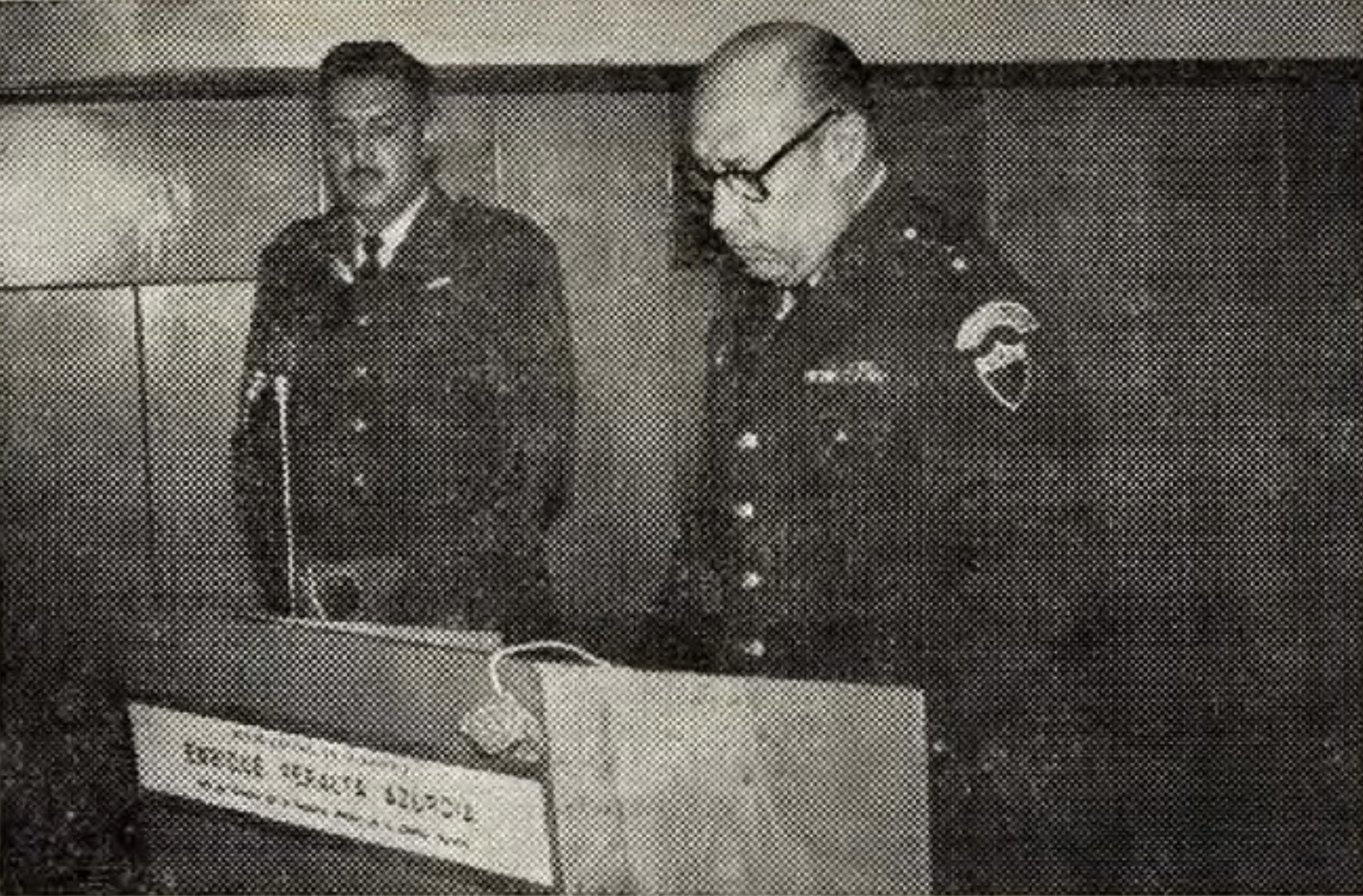
Peralta Azurdia informant les officiers du travail réalisé par l'armée en 1965. Il est accompagné du lieutenant-colonel René Mendoza Palomo, chef du service des relations publiques, culture et action civique.

La première phase de la contre-insurrection urbaine contre le PGT est lancée à peu près simultanément que l'offensive contre le MR-13 dans l'est du pays. Le conseiller à la sécurité publique des États-Unis, John Logan, est appelé au pays en novembre 1965 afin de mettre sur pied ce programme de contre-insurrection. Ce dernier permet le lancement par l'armée guatémaltèque de l'Opération Limpieza (« nettoyage »), dirigée par le colonel Rafael Arriaga Bosque et planifiant les activités de toutes les agences de sécurité de l'État – y compris l'armée, la police judiciaire et la police nationale – dans le cadre d'opérations légales et clandestines. Des dirigeants du PGT sont kidnappés, torturés et tués par les forces de sécurité. 
En mars 1966, trente membres du PGT sont kidnappés et assassinés, marquant la première des plus grandes disparitions forcées de l'histoire de l'Amérique latine. À partir de cet événement, se dresse le début d’une nette augmentation de la répression de l'État. Des étudiants en droit de l'Université de San Carlos sont également déclarés disparus après qu'ils ont intenté une action en justice – notamment l'habeas corpus – pour exiger du gouvernement qu'il traduise en justice les détenus. 

### Éducation
Le gouvernement de Peralta Azurdia se distingue notamment par l'attention particulière qu'il apporte à l'éducation nationale. De nombreuses écoles sont construites et la loi de l'impôt sur le revenu a été promulguée en 1965, exonérant les universités privées de tous types d'impôts, de cotisations et de droits d'accise. En 1966, est promulguée la loi sur les universités privées. 

### Travail
L'Institut de loisirs des travailleurs est fondé sous son gouvernement et les lois suivantes sont promulguées :
- Charte du travail guatémaltèque (modification du Code du travail approuvée sous le gouvernement de Juan José Arévalo)
- Reconnaissance des primes aux travailleurs
- Loi pour la défense des institutions démocratiques[Note 1]
- Code civil
- Code de procédure civile et commerciale[8]

Contrairement à son prédécesseur, critiqué pour sa corruption croissante, Peralta Azurdia tente de s'attirer les bonnes grâces des secteurs populaires en promouvant la réforme du Code du travail approuvée sous le gouvernement de Juan José Arévalo et entrée en vigueur le 1er mai 1947, déclarant que même s'il offrait aux travailleurs certaines garanties sociales, comme la signature de conventions collectives avec leurs employeurs : « le gouvernement s'est déjà conformé à l'obligation d'établir, à travers la Charte du travail guatémaltèque et d'autres lois sociales, le minimum de droits possible en matière de travail […], et espère que, parmi ces moyens légaux, employeurs et travailleurs recourent principalement à la négociation directe et à la signature de conventions collectives sur les conditions de travail. […] Dans un souci d'unité indispensable actuellement, l'État serait prêt à intervenir si nécessaire, pour rétablir l'équilibre et l'harmonie où cela est requis. 
Enfin, une prime d'au moins 50 % du salaire mensuel ordinaire est votée en 1965, ce qui eut un impact national notable.  

### Finances et économie
La politique menée par le gouvernement de Peralta Azurdia est profondément anticommuniste. Elle vise principalement l'éradication de la doctrine communiste partout au pays.
En 1963, la Compagnie aéronautique guatémaltèque (Aviateca) crée la Direction de l'impôt sur le revenu, qui commence ses activités le 1er juin 1963. La Loi sur l'impôt sur le revenu est aussi promulguée. Le gouvernement est autorisé à contracter avec Paribas une ligne de crédit de 5 millions de francs français (367-1965) ainsi qu'un prêt de 2 millions de dollars américains avec l'Agence internationale de développement pour des études de projets d'investissements publics.

### Infrastructures
Un prêt de 235 000 US $ est autorisé auprès de la Banque interaméricaine de développement afin de financer des études visant à approvisionner Guatemala et 17 villes environnantes avec l'eau des rivières Xayá et Pixcayá. Des études préliminaires pour un projet hydroélectrique sont aussi lancées. 

### Commerce
Au niveau du commerce, le gouvernement promulgue une loi obligeant les institutions de l'État et les personnes morales exonérées de taxes à importer des marchandises au pays par l'intermédiaire des sociétés de transport de l'État, créées par le président Ydígoras Fuentes.
Le 6 mars 1966, des élections présidentielles ont lieu, au cours desquelles le candidat du Parti institutionnel démocratique (PID), qui soutenait Peralta, est battu par le candidat du PR, Julio César Méndez Monténégro, à qui il cède la présidence le 1er juillet 1966.

## Après la politique
Le PID, un parti gouvernemental pro-militaire créé par Peralta et inspiré PRI mexicain, demeure l'un des principaux partis politiques du Guatemala jusqu'en 1982.
Lors des élections présidentielles de 1978, Peralta Azurdia se présente sans succès en tant que candidat du Mouvement de libération nationale, après quoi il déménage à Miami. Il y meurt le 19 février 1997.